# Spodnja Pristava
Spodnja Pristava je naselje v Občini Slovenske Konjice.